# بيت ياناي
بيت ياناي هي مستعمرة في إسرائيل تهتم بالزراعة. وتقع على ساحل البحر الأبيض المتوسط حوالي 6 كم شمال نتانيا. تأسست المستعمرة عام 1933 من قبل مهاجرين جاؤوا من بولندا وليتوانيا. كان من بين المستعمرين العديد من الأمريكيون. استوعبت لاحقاً المزيد من المهاجرين وتحديداً من جنوب أفريقيا. كان يبلغ عدد سكانها عام 1947 نحو 100 شخص.

## معرض صور

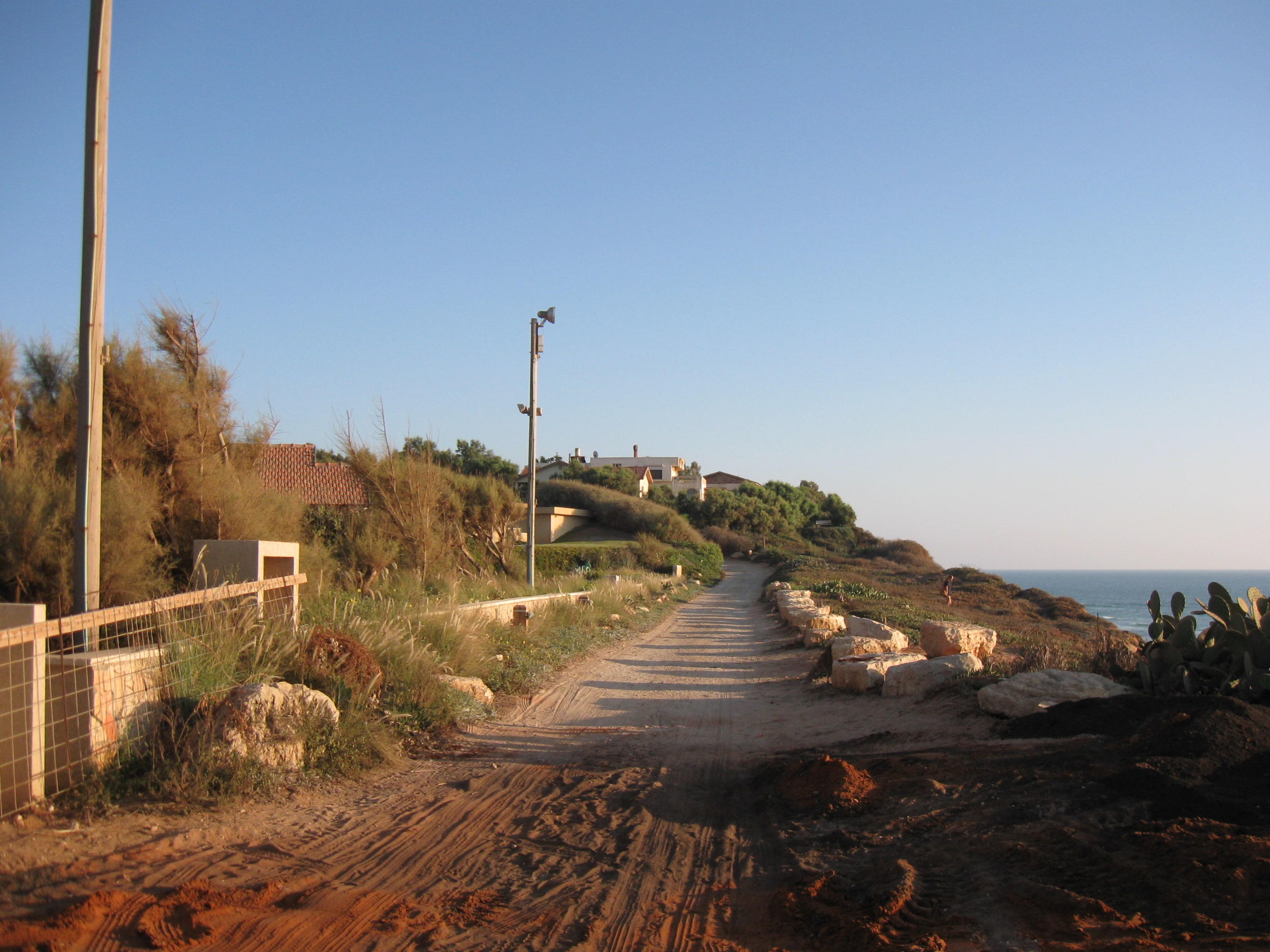
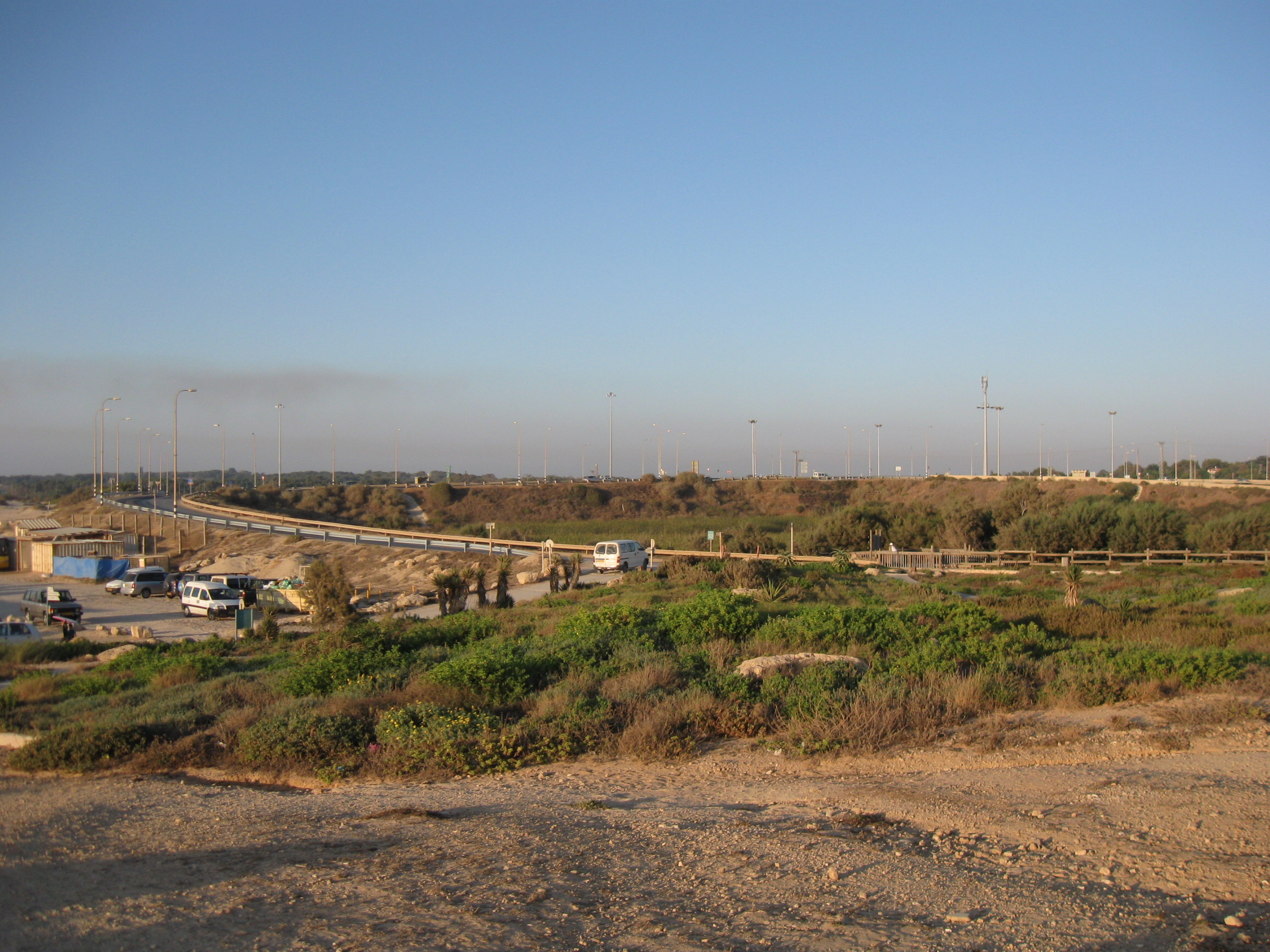
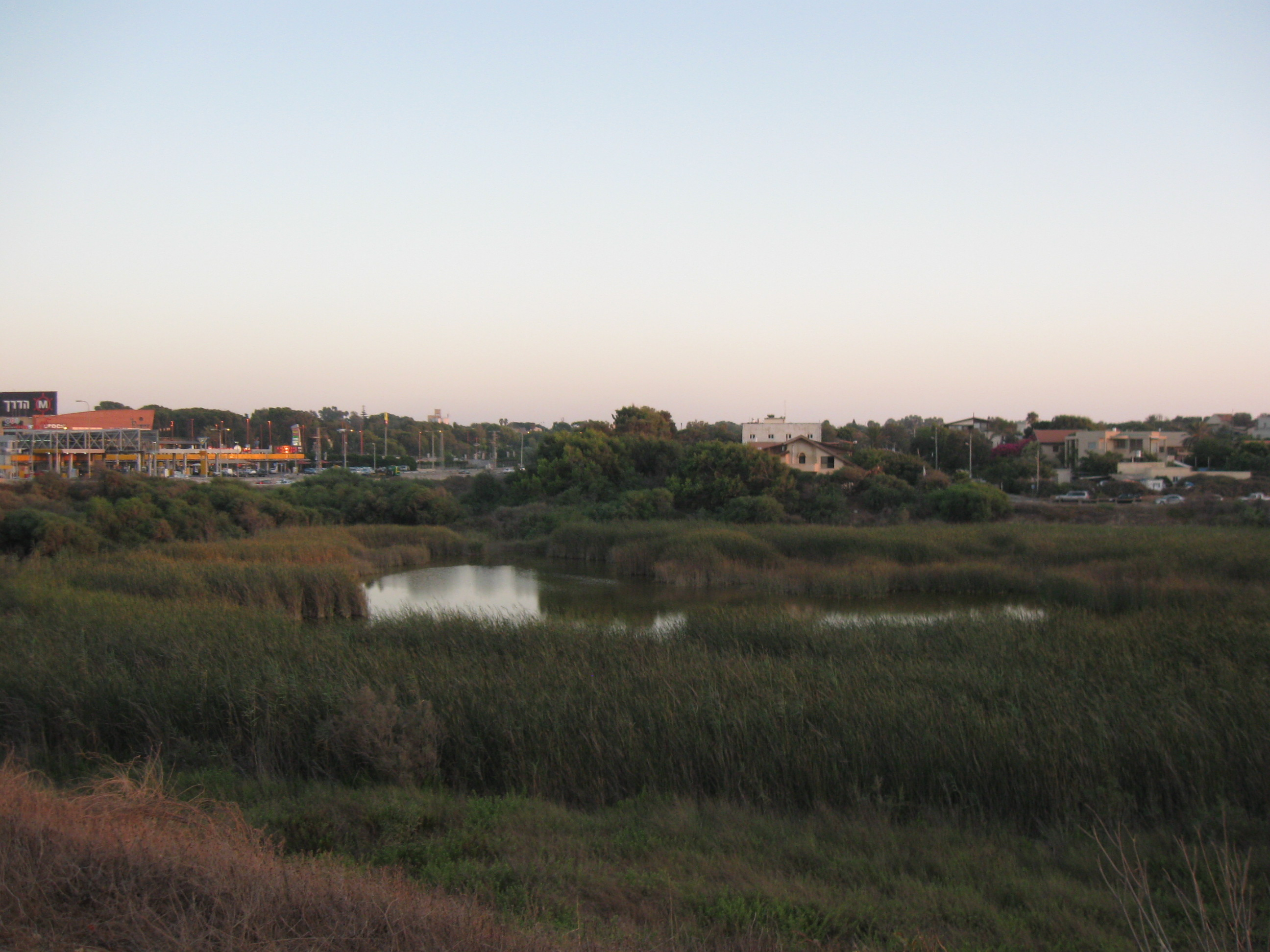
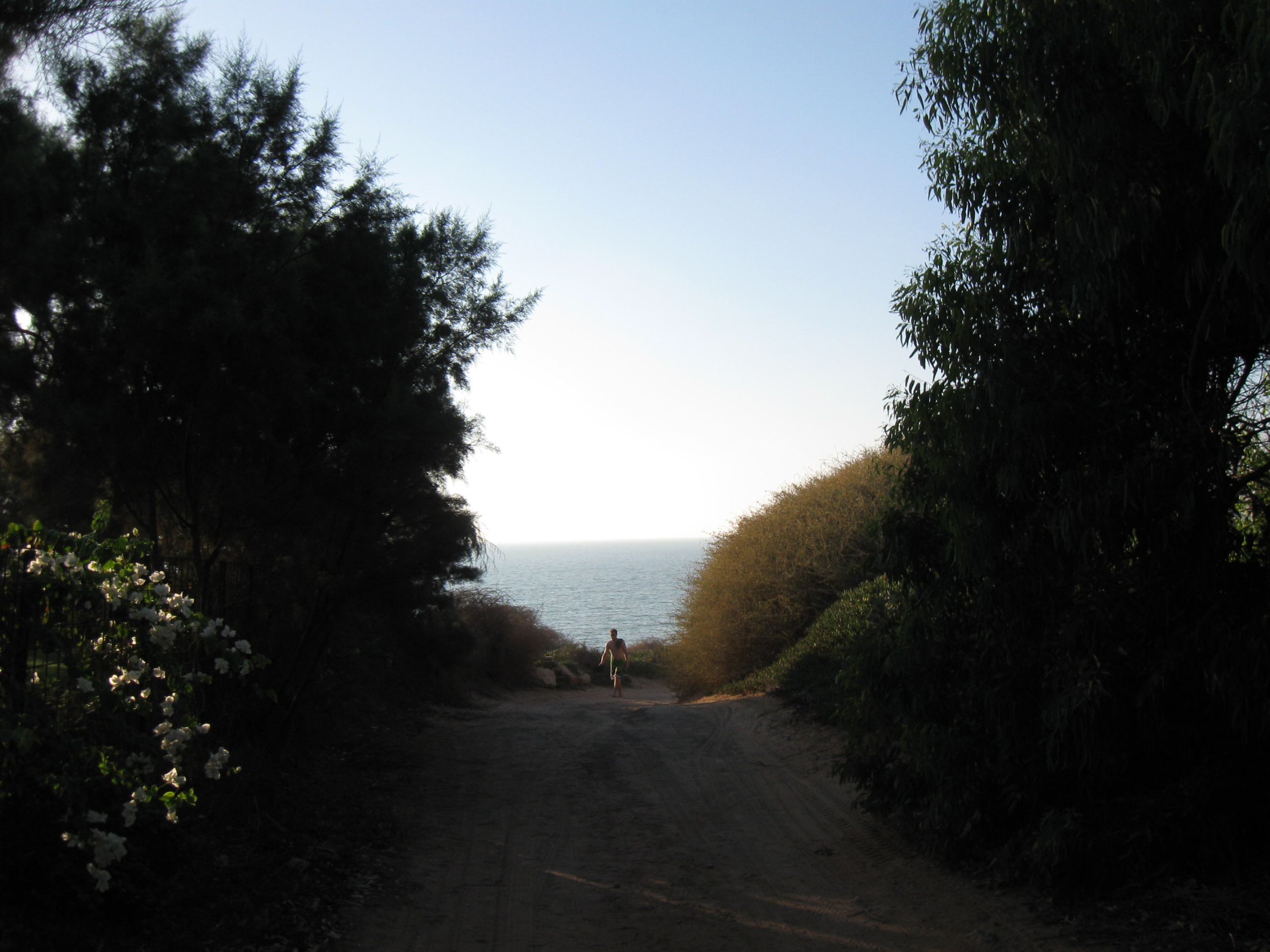
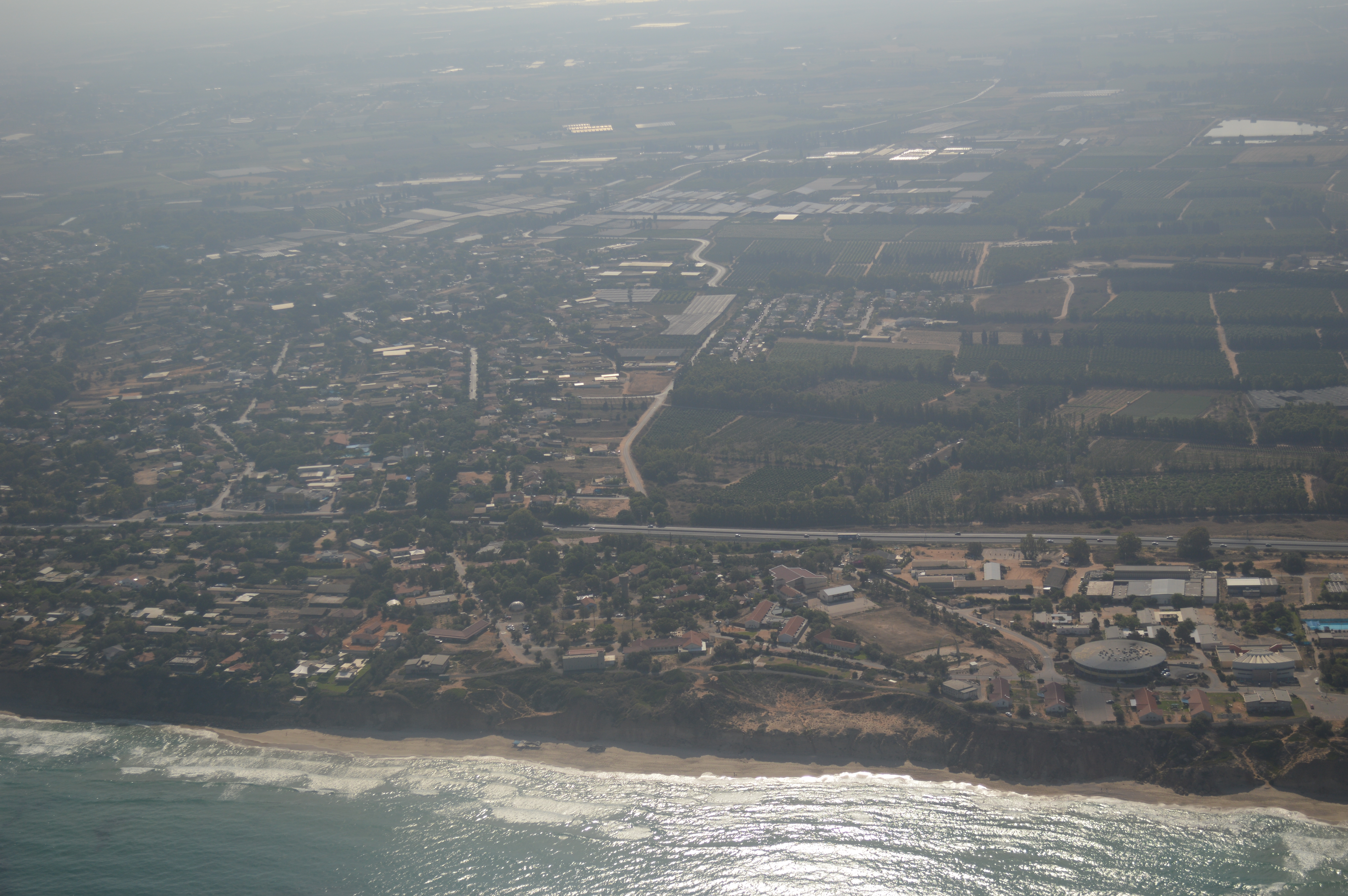
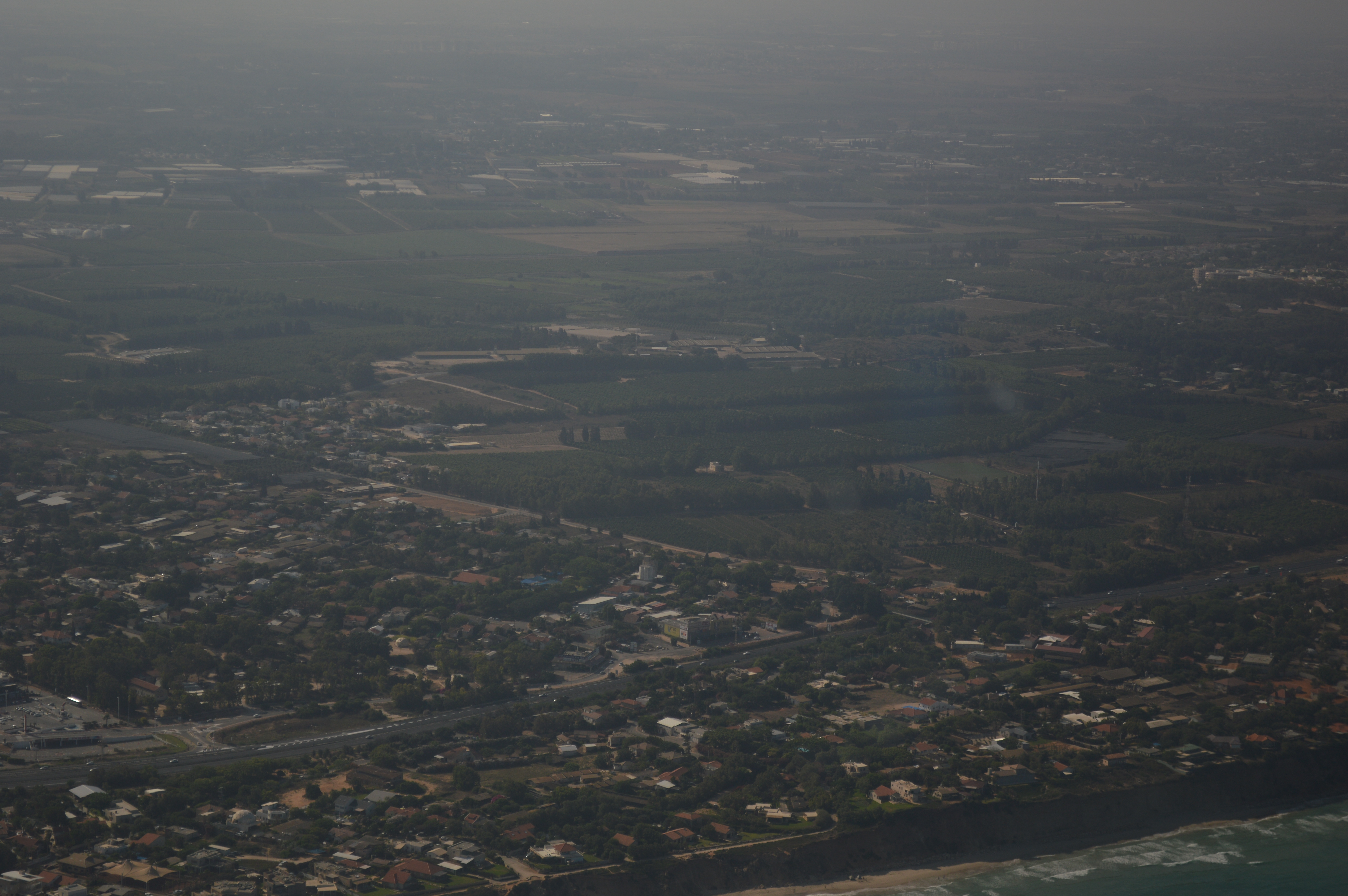
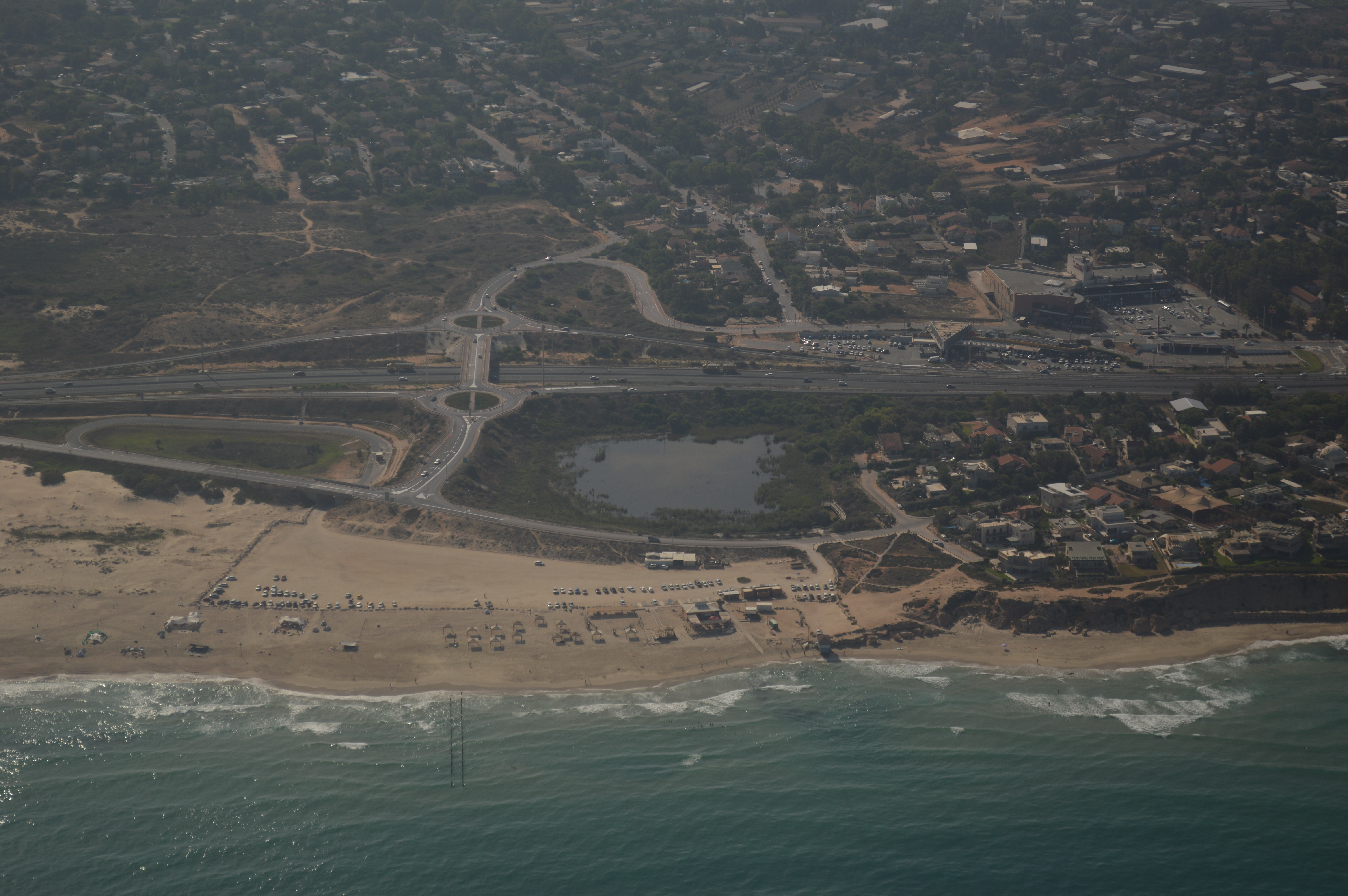
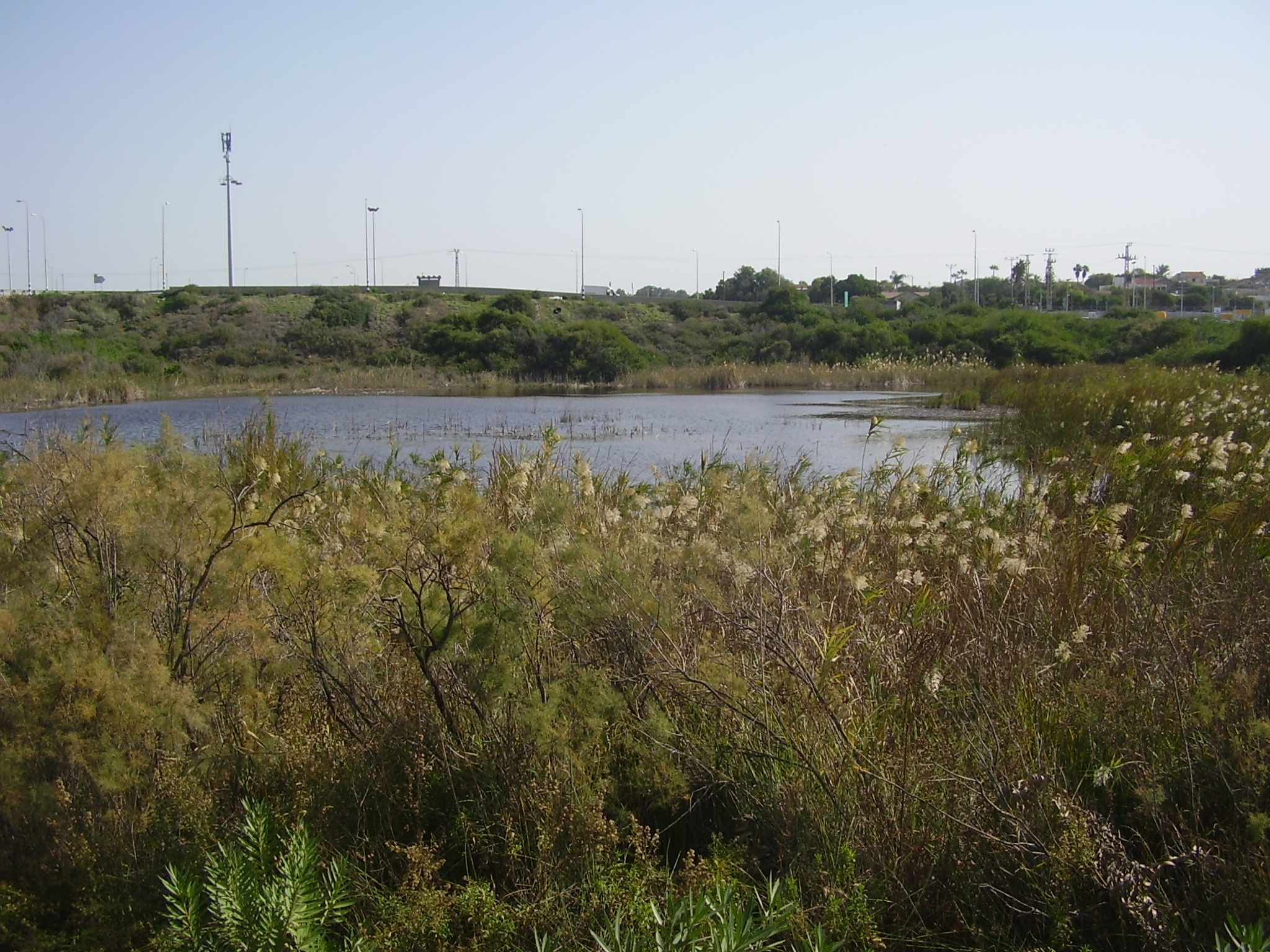